# Bartolomeu de Gusmão
Bartolomeu Lourenço de Gusmão (født 18. december 1685 i Santos, Brasilien, død 18. november 1724 i Toledo, Spanien) var en portugisisk præst og opfinder, der i 1709 udviklede en ballon, som fyldt med opvarmet luft kunne svæve inden døre.